# Trachyderes badius
Trachyderes badius är en skalbaggsart som beskrevs av Dupont 1840. Trachyderes badius ingår i släktet Trachyderes och familjen långhorningar.
Artens utbredningsområde är Venezuela. Inga underarter finns listade i Catalogue of Life.